# Кютри (Эна)
Кютри́ (фр. Cutry) — коммуна во Франции, находится в регионе Пикардия. Департамент коммуны — Эна. Входит в состав кантона Вик-сюр-Эн. Округ коммуны — Суассон.
Код INSEE коммуны — 02254.

## Население
Население коммуны на 2010 год составляло 115 человек.
| 1962 | 1968 | 1975 | 1982 | 1990 | 1999 | 2010 |
| ---- | ---- | ---- | ---- | ---- | ---- | ---- |
| 126  | 101  | 77   | 90   | 88   | 98   | 115  |

## Экономика
В 2010 году среди 81 человека трудоспособного возраста (15—64 лет) 56 были экономически активными, 25 — неактивными (показатель активности — 69,1 %, в 1999 году было 67,7 %). Из 56 активных жителей работали 51 человек (26 мужчин и 25 женщин), безработных было 5 (2 мужчин и 3 женщины). Среди 25 неактивных 9 человек были учениками или студентами, 9 — пенсионерами, 7 были неактивными по другим причинам.